# نیل اکرزلی
نیل اکرزلی (انگلیسی: Neil Eckersley؛ زادهٔ ۵ آوریل ۱۹۶۴) جودوکار اهل بریتانیا بود.